# Vision Distribution
Vision Distribution è una casa di distribuzione cinematografica italiana.

## Storia
Nel dicembre 2016 viene annunciata la nascita di Vision Distribution, frutto dell'alleanza tra il gruppo di Sky Italia e le case di produzione Cattleya, Indiana, Lucisano Media Group, Palomar e Wildside. Viene eletto Nicola Maccanico come amministratore delegato.
Nel maggio 2017 viene annunciato il gruppo dirigente della società: Massimiliano Orfei, Laura Mirabella e Davide Novelli.
Il 4 luglio 2017 viene annunciato un accordo distributivo con Medusa Film, che consiste nella la condivisione tra le due aziende della stessa rete commerciale Theatrical, mantenendo tuttavia una rispettiva indipendenza editoriale, di marketing e accordi commerciali.
Il 12 agosto 2017 esce il primo film con l'etichetta Vision: Monolith di Ivan Silvestrini, un thriller tratto dal fumetto omonimo edito da Bonelli Editore. Uscito sempre nello stesso anno, al 28 dicembre, Come un gatto in tangenziale di Riccardo Milani si rivelerà essere un successo al box office, incassando nove milioni e mezzo di euro.
Il 2018 si distingue prevalentemente per la distribuzione di commedie, molte delle quali opere prime: tra di loro Il tuttofare di Valerio Attanasio ottiene 3 nominations ai Nastri d'Argento, una proprio per il miglior regista esordiente. Nello stesso anno Vision distribuisce anche pellicole d'essai quali The Happy Prince di Rupert Everett e Mektoub, My Love - Canto uno di Abdellatif Kechiche, in concorso al Festival di Cannes, e il docu-film evento This Is Maneskin.
Il 14 ottobre 2018 viene annunciata l'accordo con Cloud 9 Film che prevede la distribuzione italiana di alcuni titoli per il biennio 2019-2020.
L'inizio del 2019 è segnato dalla distribuzione de La paranza dei bambini di Claudio Giovannesi, tratto dal romanzo omonimo di Roberto Saviano, che ha vinto l'Orso d'Argento per la migliore sceneggiatura al Festival internazionale del Cinema di Berlino. Sono stati distribuiti Bentornato Presidente di Giancarlo Fontana e Giuseppe G. Stasi e Ma cosa ci dice il cervello di Riccardo Milani. Sono in lavorazione i nuovi film di Michela Andreozzi, Alessandro Siani il prequel di Gomorra, L'immortale interpretato e diretto da Marco D'Amore atteso per Natale e Cetto c'è, senzadubbiamente di Giulio Manfredonia, terzo capitolo con protagonista Cetto La Qualunque interpretato da Antonio Albanese.
Il 14 maggio 2019 viene ufficializzato l'accordo distributivo tra Vision e Universal Pictures International Italy, che sostituisce quello con Medusa: dal 1º agosto 2019 la distribuzione fisica dei titoli Vision avverrà tramite la rete commerciale Universal. Dal 2021, CG Entertainment distribuisce in home video il catalogo di Vision in seguito alla fusione della divisione home video italiana di Universal con quella di Warner Bros.

## Filmografia

### Distribuzione cinematografica

#### 2017
- Monolith di Ivan Silvestrini
- Nove lune e mezza di Michela Andreozzi
- La casa di famiglia di Augusto Fornari
- Il premio di Alessandro Gassman
- Come un gatto in tangenziale di Riccardo Milani

#### 2018
- Sono tornato di Luca Miniero
- Sconnessi di Christian Marazziti
- Io c'è di Alessandro Aronadio
- The Happy Prince - L'ultimo ritratto di Oscar Wilde di Rupert Everett
- Il tuttofare di Valerio Attanasio
- Tonno spiaggiato di Matteo Martinez
- Mektoub, My Love - Canto uno di Abdellatif Kechiche
- Tutti in piedi di Franck Dubosc
- In viaggio con Adele di Alessandro Capitani
- This is Maneskin di YouNuts!
- Cosa fai a Capodanno? di Filippo Bologna
- Colette di Wash Westmoreland
- Moschettieri del re - La penultima missione di Giovanni Veronesi

#### 2019
- Compromessi sposi di Francesco Micciché
- La paranza dei bambini di Claudio Giovannesi
- C'è tempo di Walter Veltroni
- Bentornato Presidente di Giancarlo Fontana e Giuseppe G. Stasi
- Ma cosa ci dice il cervello di Riccardo Milani
- Red Joan di Trevor Nunn
- Vita segreta di Maria Capasso di Salvatore Piscicelli
- Dolcissime di Francesco Ghiaccio
- The Nest (Il nido), regia di Roberto De Feo
- Il colpo del cane, regia di Fulvio Risuleo
- Brave ragazze, regia di Michela Andreozzi
- Il giorno più bello del mondo, regia di Alessandro Siani
- Cetto c'è, senzadubbiamente, regia di Giulio Manfredonia
- L'immortale, regia di Marco D'Amore

#### 2020
- 18 regali, regia di Francesco Amato
- Figli, regia di Giuseppe Bonito
- Il ladro di giorni, regia di Guido Lombardi
- Resistance - La voce del silenzio (Resistance), regia di Jonathan Jakubowicz
- 7 ore per farti innamorare, regia di Giampaolo Morelli
- Tornare, regia di Cristina Comencini
- Favolacce, regia di Damiano e Fabio D'Innocenzo
- D.N.A. - Decisamente non adatti, regia di Lillo & Greg
- Nour, regia di Maurizio Zaccaro
- Padrenostro, regia di Claudio Noce
- Mi chiamo Francesco Totti, regia di Alex Infascelli
- Shadows, regia di Carlo Lavagna
- Gli indifferenti, regia di Leonardo Guerra Seràgnoli
- Tutti per 1 - 1 per tutti, regia di Giovanni Veronesi

#### 2021
- Genitori vs influencer, regia di Michela Andreozzi
- Si vive una volta sola, regia di Carlo Verdone
- Lei mi parla ancora, regia di Pupi Avati
- Rifkin's Festival, regia di Woody Allen
- Morrison, regia di Federico Zampaglione
- Tutti per Uma, regia di Susy Laude
- Security, regia di Peter Chelsom
- State a casa, regia di Roan Johnson
- Atlas, regia di Niccolò Castelli
- They Talk, regia di Giorgio Bruno
- Capitan Sciabola e il Diamante Magico, regia di Marit Moum Aune e Rasmus A. Sivertsen
- Il mostro della cripta, regia di Daniele Misischia
- Come un gatto in tangenziale - Ritorno a Coccia di Morto, regia di Riccardo Milani
- Il silenzio grande, regia di Alessandro Gassman
- Benvenuti in casa Esposito, regia di Gianluca Ansanelli
- Promises, regia di Amanda Sthers
- Lasciarsi un giorno a Roma, regia di Edoardo Leo
- E noi come stronzi rimanemmo a guardare, regia di Pif
- Chi ha incastrato Babbo Natale?, regia di Alessandro Siani

#### 2022
- Quattro metà, regia di Alessio Maria Federici
- Belli ciao, regia di Gennaro Nunziante
- America Latina, regia di Damiano e Fabio D'Innocenzo
- Ghiaccio, regia di Fabrizio Moro e Alessio De Leonardis
- I cassamortari, regia di Claudio Amendola - film Prime Video
- La notte più lunga dell'anno, regia di Simone Aleandri
- Occhiali neri, regia di Dario Argento
- Corro da te, regia di Riccardo Milani
- Power of Rome, regia di Giovanni Troilo
- Gli idoli delle donne, regia di Lillo e Greg ed Eros Puglielli (2022)
- La cena perfetta, regia di Davide Minnella
- Vetro, regia di Domenico Croce
- (Im)perfetti criminali, regia di Alessio Maria Federici
- Marcel!, regia di Jasmine Trinca
- Alla vita, regia di Stéphane Freiss
- Italia 1982, una storia azzurra, regia di Coralla Ciccolini
- Toilet, regia di Gabriele Pignotta
- Rosanero, regia di Andrea Porporati
- The Hanging Sun, regia di Francesco Carrozzini
- Per niente al mondo, regia di Ciro D'Emilio
- Siccità, regia di Paolo Virzì
- È stato tutto bello - Storia di Paolino e Pablito, regia di Walter Veltroni
- Brado, regia di Kim Rossi Stuart
- Io sono l'abisso, regia di Donato Carrisi
- Nel nostro cielo un rombo di tuono, regia di Riccardo Milani
- War - La guerra desiderata, regia di Gianni Zanasi
- Notte fantasma, regia di Fulvio Risuleo
- Bones and All, regia di Luca Guadagnino
- Sposa in rosso, regia di Gianni Costantino
- Napoli magica, regia di Marco D’Amore

#### 2023
- Scordato, regia di Rocco Papaleo
- I migliori giorni, regia di Edoardo Leo e Massimiliano Bruno
- Grazie ragazzi, regia di Riccardo Milani
- L'ultima notte di Amore, regia di Andrea Di Stefano
- Era ora, regia di Alessandro Aronadio
- L'ordine del tempo, regia di Liliana Cavani
- Patagonia, regia di Simone Bozzelli
- I peggiori giorni, regia di Edoardo Leo e Massimiliano Bruno
- Adagio, regia di Stefano Sollima
- Cattiva coscienza, regia di Davide Minnella
- Enea, regia di Pietro Castellitto
- I limoni d’inverno, regia di Caterina Carone
- C’è ancora domani, regia di Paola Cortellesi
- Come può uno scoglio, regia di Gennaro Nunziante
- Vangelo secondo Maria, regia di Paolo Zucca proiettato in anteprima fuori concorso alla quarantunesima edizione del Torino Film Festival

#### 2024
- Romeo è Giulietta, regia di Giovanni Veronesi
- Caracas, regia di Marco D’Amore
- Eravamo bambini, regia di Marco Martani
- Priscilla, regia di Sofia Coppola
- Flaminia, regia di Michela Giraud
- Confidenza, regia di Daniele Luchetti
- Troppo azzurro, regia di Filippo Barbagallo
- Vangelo secondo Maria, regia di Paolo Zucca distribuzione normale nei cinema
- L'arte della gioia, regia di Valeria Golino
- Shoshana, regia di Michael Winterbottom
- Dostoevskij, regia di Damiano e Fabio D'Innocenzo
- Un oggi alla volta, regia di Nicola Conversa
- Limonov: The Ballad, regia di Kirill Serebrennikov
- L'amore e altre seghe mentali, regia di Giampaolo Morelli
- Non sono quello che sono, regia di Edoardo Leo
- La coda del diavolo, regia di Domenico De Feudis
- Hey Joe, regia di Claudio Giovannesi
- Diamanti, regia di Ferzan Özpetek

#### 2025
- Io sono la fine del mondo, regia di Gennaro Nunziante
- Gioco pericoloso, regia di Lucio Pellegrini
- Le assaggiatrici, regia di Silvio Soldini
- Senza sangue, regia di Angelina Jolie
- L'Amore, in Teoria, regia di Luca Lucini
- Paternal Leave, regia di Alissa Jung
- Unicorni, regia di Michela Andreozzi
- La valle dei sorrisi, regia di Paolo Strippoli
- Tre Ciotole, regia di Isabel Coixet
- Cinque secondi, regia di Paolo Virzì